# マルケル・ベルガラ
マルケル・ベルガラ・ララニャガ（Markel Bergara Larrañaga、1986年5月5日 - ）は、スペイン・バスク州ギプスコア県エルゴイバル出身の元プロサッカー選手。現役時代のポジションは、ミッドフィールダー。

## 経歴

### クラブ
レアル・ソシエダのカンテラで育成され、2クラブへのレンタルを経て2007年9月にトップチームデビュー。
2012–13シーズンは28試合に出場し20年以上ぶりとなるUEFAチャンピオンズリーグ出場権獲得に貢献した。2014年3月のUDアルメリア戦でプロ初ゴール。
2017年7月、ヘタフェCFにレンタルで加入。
2020年1月、現役引退を表明した。

### 代表
各年代でスペイン代表に選出されており、UEFA U-17欧州選手権2003、2003 FIFA U-17世界選手権、UEFA U-19欧州選手権2004などに参加した。

## タイトル
レアル・ソシエダ
- セグンダ・ディビシオン: 2009–10

U19スペイン代表
- UEFA U-19欧州選手権: 2004